# MoneyGram
MoneyGram International Inc. è una società di trasferimento di denaro basata negli Stati Uniti con sede a Dallas, Texas. La società ha un centro operativo a St. Louis Park, Minnesota e uffici regionali e locali in tutto il mondo. MoneyGram è una società ad azionariato diffuso quotata con il simbolo MGI. Le attività di MoneyGram si suddividono in due categorie: Global Funds Transfers e Financial Paper Products. La società opera con privati e imprese attraverso una rete di agenti e clienti di istituzioni finanziarie.
MoneyGram è il secondo più importante fornitore di trasferimenti di denaro al mondo. La società opera in oltre 200 paesi con una rete internazionale di circa 347.000 agenzie.

## Storia
MoneyGram International è il risultato della fusione di due attività commerciali, Travelers Express con sede a Minneapolis e Integrated Payment Systems Inc. con sede a Denver. MoneyGram è stata inizialmente fondata come una filiale di Integrated Payment Systems ed è poi diventata una società indipendente prima di essere acquisita da Travelers nel 1998. Nel 2004, Travelers Express è diventata poi MoneyGram International.

### Travelers Express (1940-1997)
La società Travelers Express Co. Inc. con sede a Minneapolis è stata fondata nel 1940. Travelers Express, filiale di Viad Corporation, è diventato il più importante fornitore di ordini monetari della nazione prima di avviare un piano di ristrutturazione aziendale nel 1993. Alla fine degli anni 90, MoneyGram Payment Systems contava una copertura di servizio clienti in oltre 22.000 sedi distribuite in 100 paesi.

### MoneyGram Payment Systems (1988-1997)
MoneyGram si è formata nel 1988 come filiale di Integrated Payment Systems Inc. Integrated Payment Systems era una filiale di First Data Corporation, a sua volta filiale di American Express. Nel 1992, First Data si è staccata da American Express quotandosi pubblicamente al New York Stock Exchange. Successivamente, First Data Corporation si è fusa con First Financial, proprietari della società rivale Western Union.  Al fine di poter approvare la fusione, la Commissione Federale per il Commercio ha obbligato First Data a vendere Integrated Payment Systems.
Nel 1996, Integrated Payment Systems, la seconda più importante società di trasferimento di denaro non bancaria della nazione, è diventata una società pubblica quotata rinominata MoneyGram Payment Systems Inc. Nel 1997, James F. Calvano, ex-presidente di Western Union, diventa Amministratore Delegato di MoneyGram Payment Systems.
MoneyGram International Ltd. è stata fondata nel 1997 da MoneyGram Payment Systems Inc. un anno dopo che la società è diventata pubblicamente quotata. Quando fu fondata MoneyGram International, MoneyGram Payment Systems possedeva il 51% della società, mentre il restante 49% era detenuto da Thomas Cook Group.

### MoneyGram International (dal 1998)
Nell'aprile del 1998, Viad ha acquisito MoneyGram Payment Systems Inc. per 287 milioni di dollari. MoneyGram è stata poi riassorbita da Travelers Express di Viad a Minneapolis.
Nel 2003, Travelers Express ha ottenuto l'intera proprietà della rete MoneyGram, inclusa MoneyGram International. Un anno dopo, Viad si è staccata da Travelers Express creando una società indipendente. Nel gennaio 2004 Travelers Express è stata rinominata MoneyGram International Inc. Nel giugno 2004, Viad ha venduto MoneyGram ed è diventata un'entità pubblica quotata individuale.
Entro il 2006, MoneyGram International si è allargata a livello internazionale includendo oltre 96.000 agenti in regioni quali Asia-Pacifico, Europa Orientale e America Centrale. La società introduce inoltre servizi aggiuntivi quali il pagamento di fatture e i trasferimenti online di denaro.
Durante la crisi finanziaria, le azioni di MoneyGram crollano del 96% dal 2007 al 2009. Nel 2008, la società perde oltre 1,6 miliardo di dollari di investimenti mobiliari assicurate da garanzie ipotecarie rischiose e tali perdite portano la società a vendere un pacchetto di maggioranza a Thomas H. Lee Partners e Goldman Sachs in cambio di denaro contante. Durante questo periodo di calo, U.S. Bancorp trasferisce i suoi servizi di trasferimento di denaro a Western Union. La società incomincia a ritrovare una redditività positiva nel 2009.
In questa fase di recupero di MoneyGram, Pamela Patsley diventa presidente esecutivo della società nel gennaio 2009 ed è poi nominata Amministratore Delegato nel settembre dello stesso anno. Nel novembre 2010, MoneyGram delocalizza ufficialmente la sua sede centrale nella città di Dallas, Texas. La società mantiene i propri centri operativi e informativi a Minneapolis.

## Prodotti

### Trasferimenti di denaro internazionali
- Trasferimento di denaro MoneyGram
- Servizi di pagamento fatture MoneyGram – permettono ai consumatori di effettuare pagamenti urgenti o di pagare le abituali fatture ad altri creditori.

### Prodotti di documentazione finanziaria
- Ordini di trasferimento di denaro - MoneyGram è il secondo più importante fornitore di ordini di trasferimento di denaro.
- Controlli ufficiali - MoneyGram offre servizi in outsourcing di controllo ufficiale disponibili alle istituzioni finanziarie negli Stati Uniti. I controlli ufficiali sono utilizzati dai consumatori quando un beneficiario richiede un assegno circolare su una banca e attraverso le istituzioni finanziarie per saldare i propri obblighi.

## Filantropia
MoneyGram ha lanciato la MoneyGram Foundation nel 2013 che si focalizza sulla distribuzione conferimenti a livello internazionale a favore dell'istruzione. La MoneyGram Foundation ha distribuito conferimenti in 19 paesi nel primo anno di operatività. La Fondazione ottiene il sovvenzionamento dei propri fondi MoneyGram International e si sviluppa sul precedente Global Giving Program di MoneyGram.
Grazie a MoneyGram, Global Giving ha fatto una donazione di 100.000 dollari a World Vision International per l'istruzione e le forniture scolastiche e un'ulteriore donazione di 30.000 dollari per il programma Girls Exploring Math and Science di Dallas.
MoneyGram ha partecipato all'operazione di sostegno in seguito al terremoto di Haiti del 2010 riducendo le proprie spese a solo 1 dollaro a transazione verso Haiti oltre che a un conferimento di 10.000 dollari alla Pan American Development Foundation e alla Croce Rossa Americana. Nel 2012, MoneyGram ha contribuito alle operazioni di sostegno successive all'Uragano Sandy impegnandosi a donare 1 dollaro a transazione per un totale di 200.000 dollari a favore della Croce Rossa Americana.
La fondazione ha inoltre contribuito ad altre operazioni di sostegno a seguito di eventi quali il Tifone Haiyan nelle Filippine. La società ha partecipato inoltre all'iniziativa One Laptop per Child e a Habitat for Humanity attraverso la MoneyGram Foundation.

## In Italia
MoneyGram International LTD è presente in Italia dal 1995 attraverso la sua controllata MoneyGram Payment Systems Italy che ha sede a Roma. La società dispone di circa 14.000 punti vendita di cui circa 10.000 sono rappresentati dagli uffici di Poste Italiane.